# 8573 Іванка
8573 Іванка (8573 Ivanka) — астероїд головного поясу, відкритий 4 листопада 1996 року.
Тіссеранів параметр щодо Юпітера — 3,204.